# Salacca ramosiana
Salacca ramosiana är en enhjärtbladig växtart som beskrevs av Mogea. Salacca ramosiana ingår i släktet Salacca och familjen Arecaceae. Inga underarter finns listade i Catalogue of Life.

## Bildgalleri

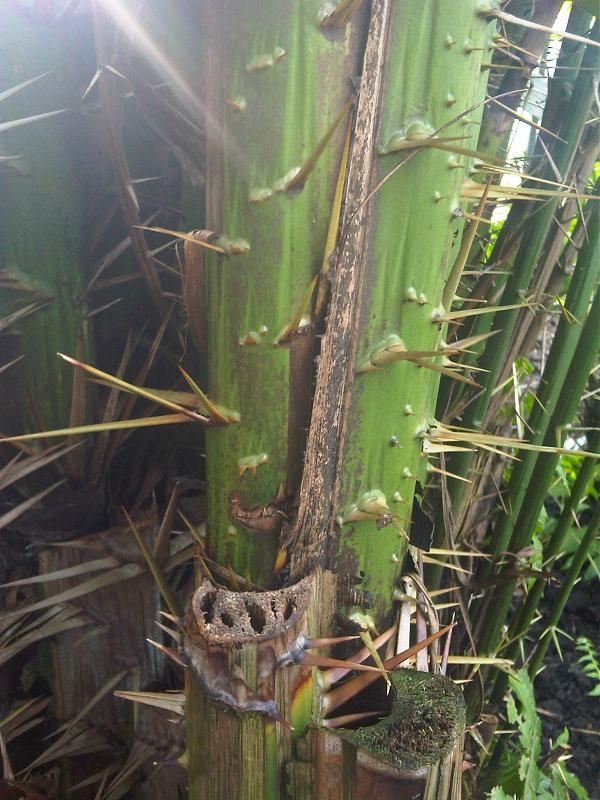
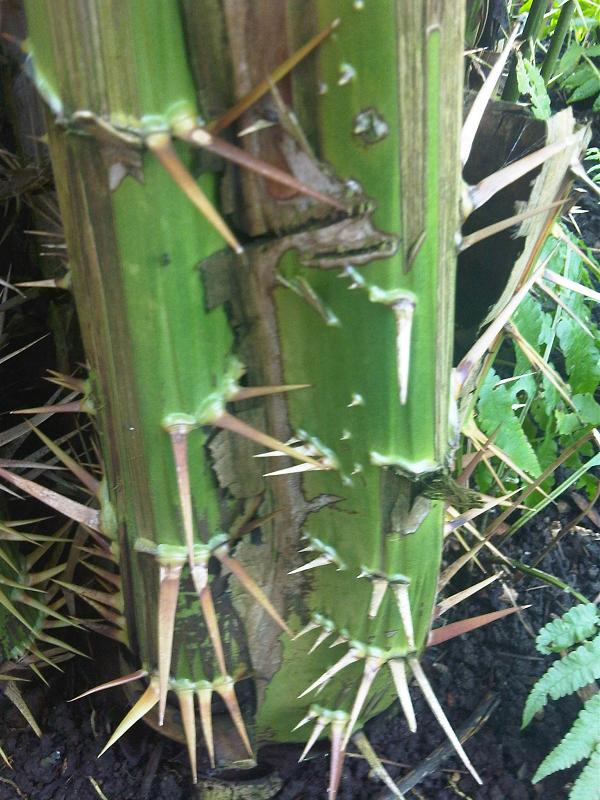
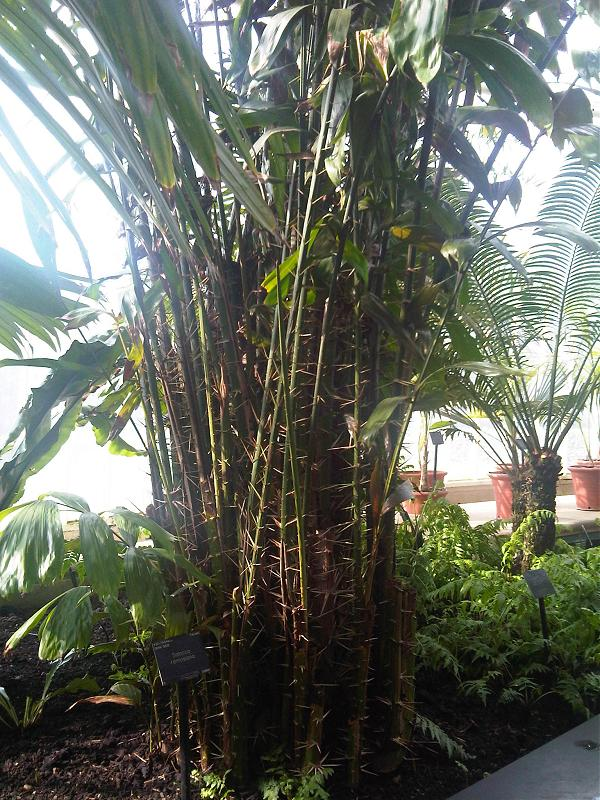
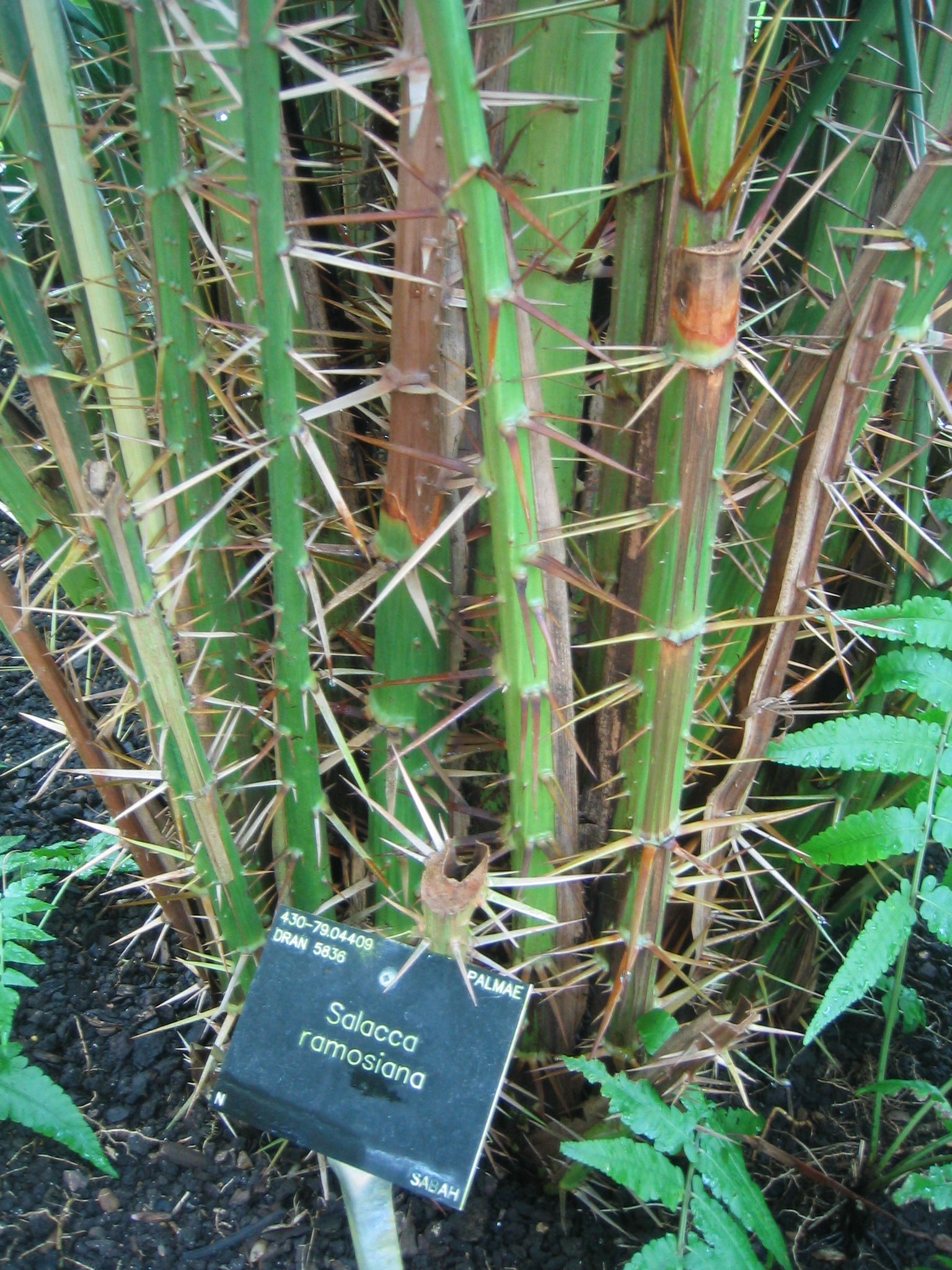